# Lasioglossum veronicae
Lasioglossum veronicae är en biart som först beskrevs av Cockerell 1926.  Lasioglossum veronicae ingår i släktet smalbin, och familjen vägbin. Inga underarter finns listade i Catalogue of Life.

## Bildgalleri

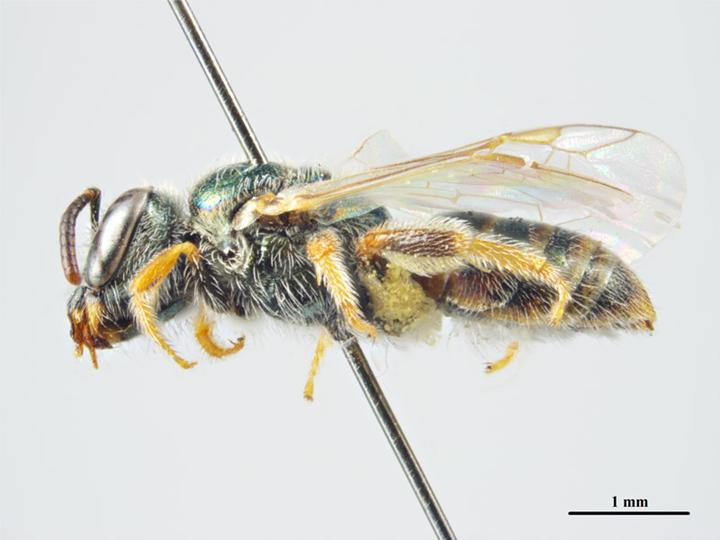
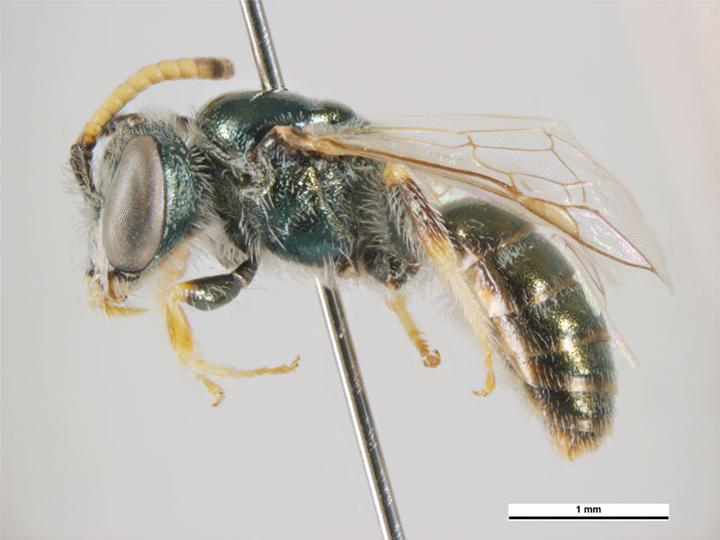